# リスの朝ごはん
『リスの朝ごはん』（リスのあさごはん、原題：Three for Breakfast）は、ウォルト・ディズニー・プロダクション（現：ウォルト・ディズニー・カンパニー）が製作したアニメーション短編映画作品。1948年11月5日公開。ドナルドダック・シリーズの第81作である。

## あらすじ
ドナルドの家の煙突に住むチップとデールは、いつものように朝食をナッツで摂っていた。その頃、ドナルドはホットケーキを作っていた。煙突からいい匂いを嗅ぎつけたチップとデールは匂いの元であるドナルドのホットケーキを奪おうとする。

## スタッフ
- 監督：ジャック・ハンナ
- 脚本：ニック・ジョージ
- 音楽：オリバー・ウォレス
- 作画：ボブ・カーソン、ヴォールス・ジョーンズ、ビル・ジャスティス
- 背景：ゼルマ・ウィットマー
- レイアウト：エール・グレイシー

## キャスト
| キャラクター   | 原語版                   | 旧吹き替え版 | 新吹き替え版 |
| -------------- | ------------------------ | ------------ | ------------ |
| ドナルドダック | クラレンス・ナッシュ     | 関時男       | 山寺宏一     |
| チップ         | ジェームズ・マクドナルド | 土井美加     | 滝沢ロコ     |
| デール         | デジー・フリン           | 後藤真寿美   | 稲葉実       |
| ナレーション   | -                        | 江原正士     | -            |

## 日本での公開

### 収録
- 『チップとデールの大冒険』（VHS、株式会社ポニー、旧吹き替え版）
- 『夢と魔法の宝石箱 チップとデール』（VHS・LD、DHVジャパン、1990年発売、新吹き替え版）
- 『ゆかいな仲間たちチップとデール』（VHS、ブエナ・ビスタ・ホーム・エンターテイメント、2000年・2001年発売、新吹き替え版）
- 『チップとデール 森は大さわぎ！』（DVD、ブエナ・ビスタ・ホームエンターテイメント、2005年発売、新吹き替え版）
- 『ドナルドダック・クロニクル Vol.3 限定保存版』（DVD、ブエナ・ビスタ・ホーム・エンターテイメント、新吹き替え版）